# 聯合醫院站
聯合醫院站位於台灣高雄市鼓山區，為高雄捷運環狀輕軌的捷運車站。車站編號為C22。

## 歷史
高雄市政府捷運工程局舉行C15-C37車站徵名活動，票選結果為「聯合醫院站」。2022年10月5日，隨著環狀輕軌第二階段「C20臺鐵美術館–C24愛河之心」通車啟用。。
因應高雄輕軌成圓，於2024年1月1日至2月25日前進行全線通車試營運，以作為後續正式營運後參考。

## 車站概要
本站與龍華國小站之間行經的美術館路（中華一路至裕誠路段）因道路狹窄，採單線行駛。
站區位於美術館路、中華一路口。中央島式月台設計。

### 月台配置
| 地面               |                                 |
|                    | ← 環狀輕軌逆行方向（美術館站）  |
| 島式月台，左側開門 |                                 |
|                    | 環狀輕軌順行方向（龍華國小站）→ |
| 出入口             |                                 |

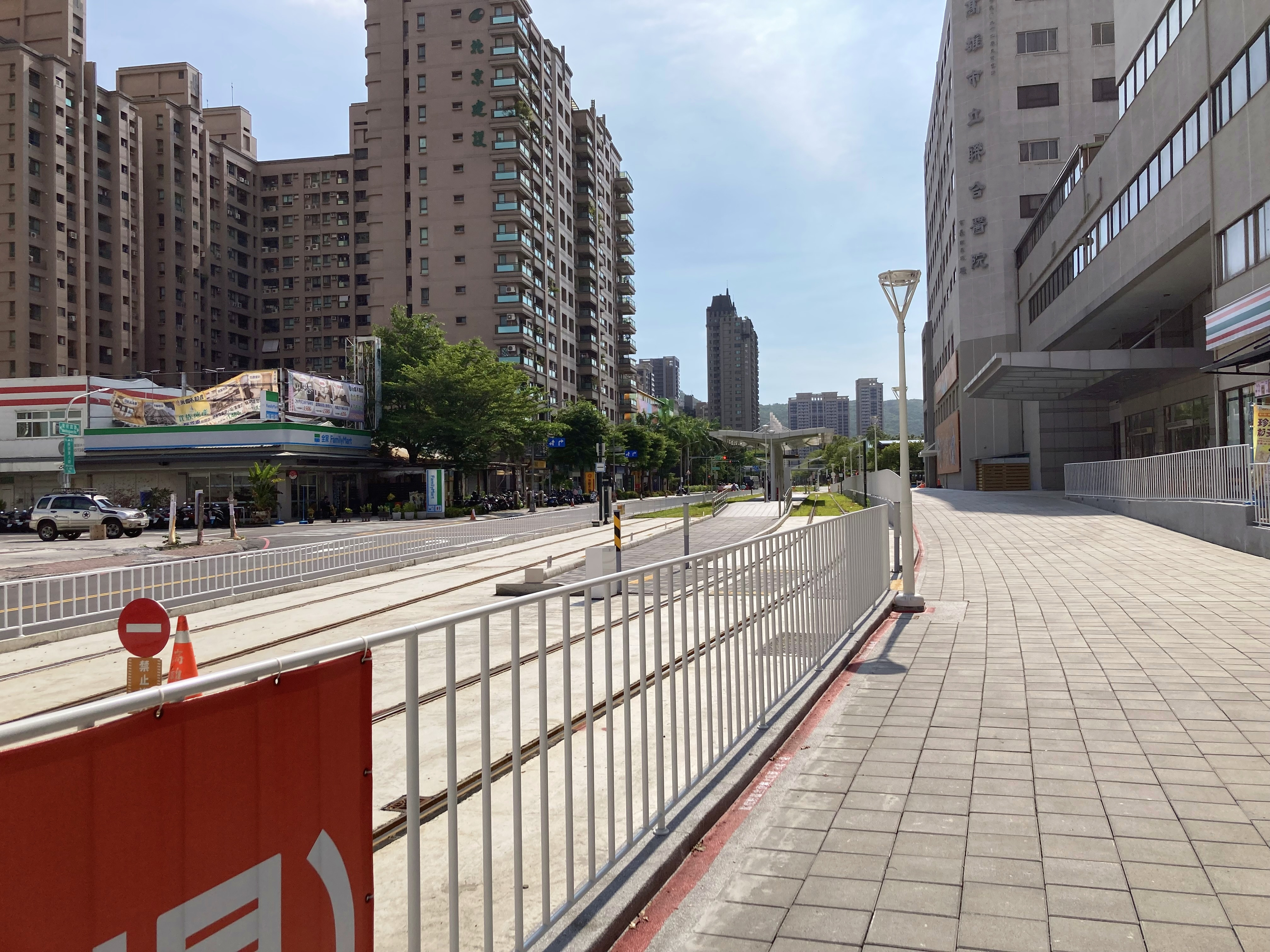
聯合醫院與輕軌車站連通道
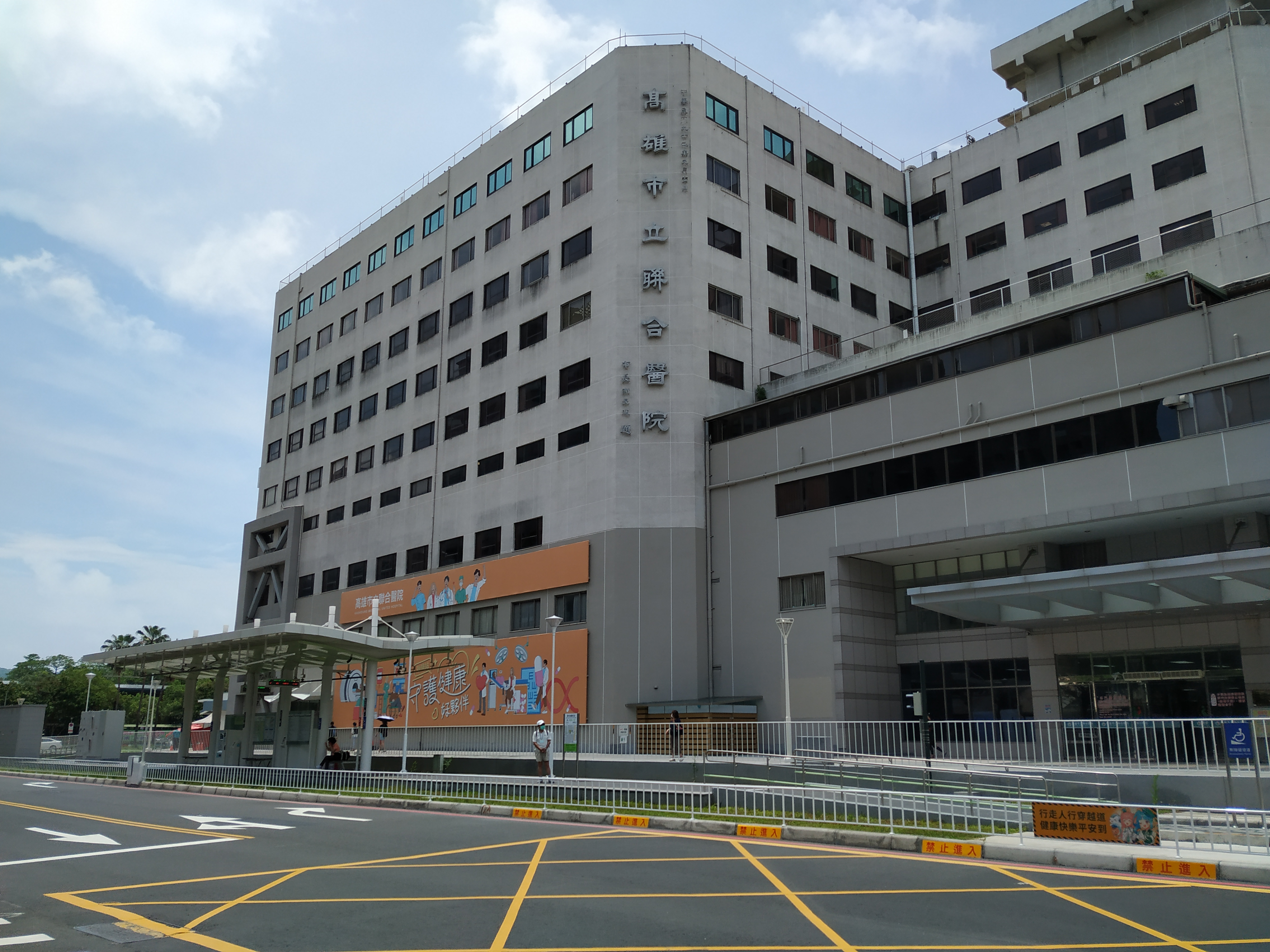
全景

## 外部連結
- 聯合醫院站（高雄捷運公司） （页面存档备份，存于）